# Franz Hetzenauer
Franz Hetzenauer (Schwoich, 2 januari 1952), was een van de twee oprichters van Tulip Computers.
Hij startte in 1979 met zijn zakenpartner Rob Romein het computerbedrijf Compudata, dat later uitgroeide tot het miljoenenbedrijf Tulip Computers. Franz Hetzenauer kwam in het nieuws, nadat hij begin 1998, vlak voor het bekend worden van de jaarcijfers over 1997, waarin een recordverlies van 27,5 miljoen gulden gemeld werd, aandelen Tulip verkocht. Hierbij werd hem door diverse media handel met voorkennis verweten.